# Jacob Merkelbach

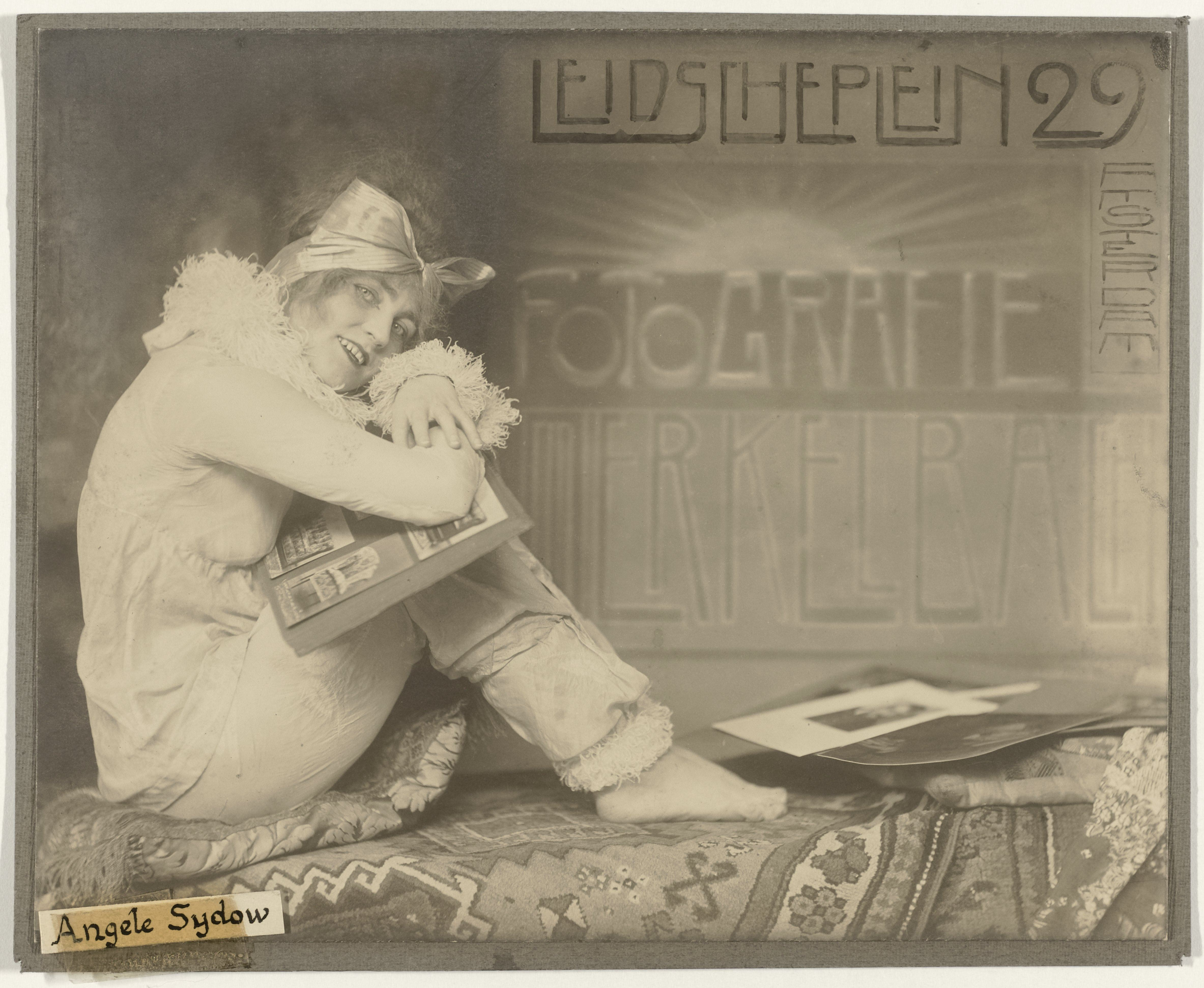
Reclame voor Atelier Merkelbach, met danseres Angèle Sydow (1916)

Jacobus (Jacob) Merkelbach (Amsterdam, 29 april 1877 – Amsterdam, 6 februari 1942) was oprichter van een van de bekendste Amsterdamse ateliers gespecialiseerd in portretfotografie van de twintigste eeuw. De chic ingerichte zaak was gevestigd boven modehuis Hirsch & Cie aan het Leidseplein en werd vooral door de elite bezocht. Welgestelde Amsterdammers en bekende persoonlijkheden uit de kunst- en theaterwereld, zoals Mata Hari, Fien de la Mar, Theo Mann-Bouwmeester, Willem Mengelberg en Abel Herzberg, lieten er zich vastleggen op de gevoelige plaat.

## Leerperiode
Jacob was zoon van J.W. Merkelbach, eigenaar van Merkelbach & Cie, die eind 19e eeuw apparaten zoals camera's, stereoscopen en toverlantaarns was gaan verkopen. Boven de winkel van zijn vader aan de Nieuwendijk 57-59 in Amsterdam was het atelier voor fotoportretten van Jacobs zwager Machiel Laddé gevestigd. Na enige tijd voor zijn vader te hebben gewerkt, kwam Jacob in ca. 1902 in dienst bij Laddé en trouwde in die periode met Josephine Maria Wilhelmina Harmsen. Uit dit huwelijk werd in 1904 dochter Mies geboren.

## Atelier J. Merkelbach
Nadat zijn vader was overleden startte Jacob Merkelbach in 1913 een eigen fotozaak op het Leidseplein nummer 29, gevestigd op de vijfde etage van het Hirsch-gebouw. Geïnspireerd door collega-fotografen in Wenen en Berlijn had Merkelbach zijn eigen ideeën ontwikkeld over het maken van portretfotografie, die hij nu in de praktijk kon brengen.

### Oeuvre
Merkelbach wilde elegantere foto's maken dan zijn zwager, portretten die meer aansloten bij de nieuwste smaak en mode. Hoewel zijn voornaamste focus gedurende de daaropvolgende jaren altijd het portret is gebleven, waagde hij zich steeds meer op het pad van mode- en reclamefotografie. Zo maakte hij bijvoorbeeld veel filmstills voor de bioscoopetalages. Verder deed Merkelbach met zijn vrije werk af en toe mee aan wedstrijden en exposities. Het Rijksprentenkabinet bezit een aantal van zijn werken in gomdruk en als 'Jos-Pedruk' (in kleur). Ook het Prentenkabinet in Leiden bezit een ruim overzicht van zijn werk.

## Enkele foto's

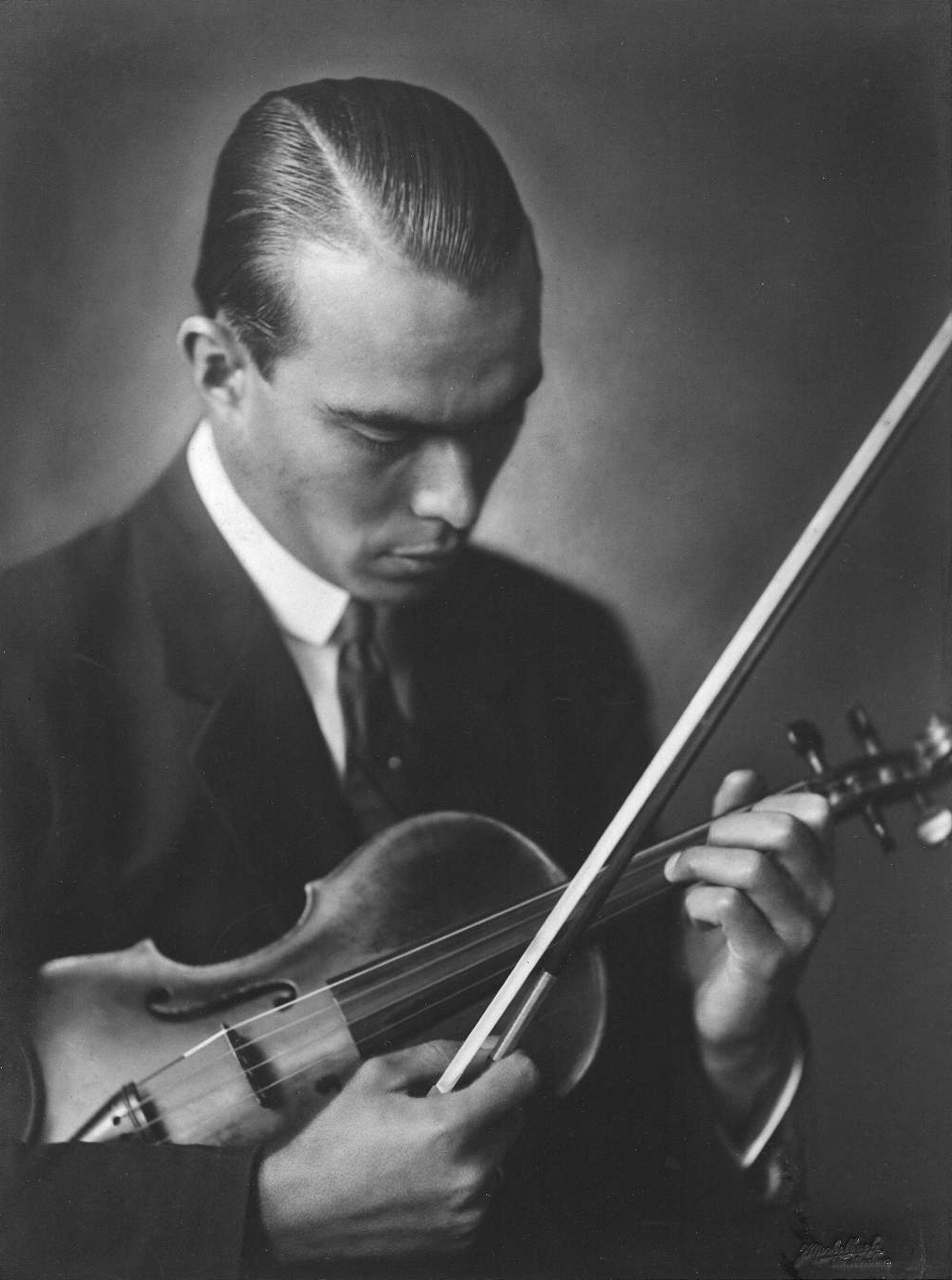
Francis Koene
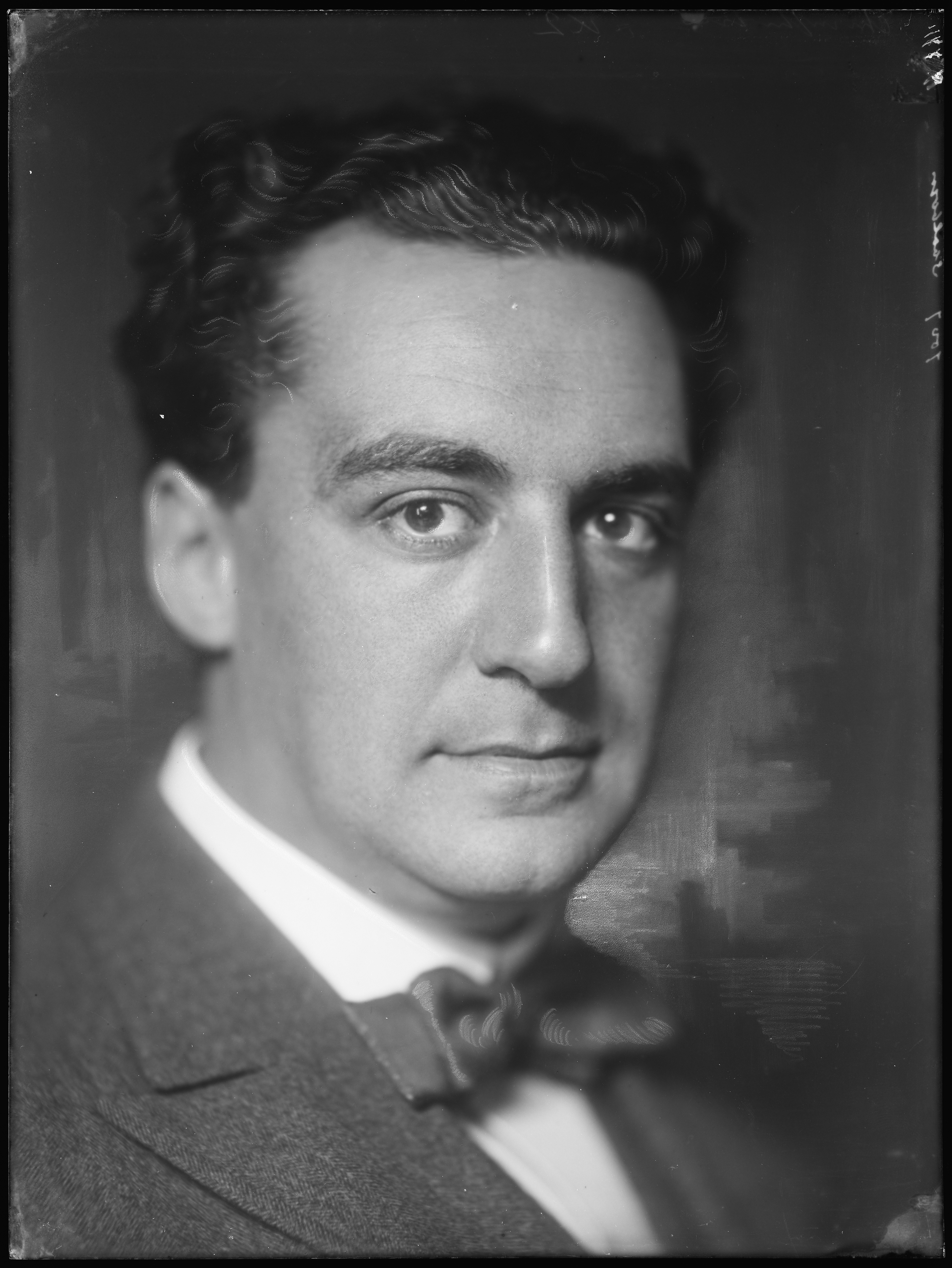
Louis Saalborn
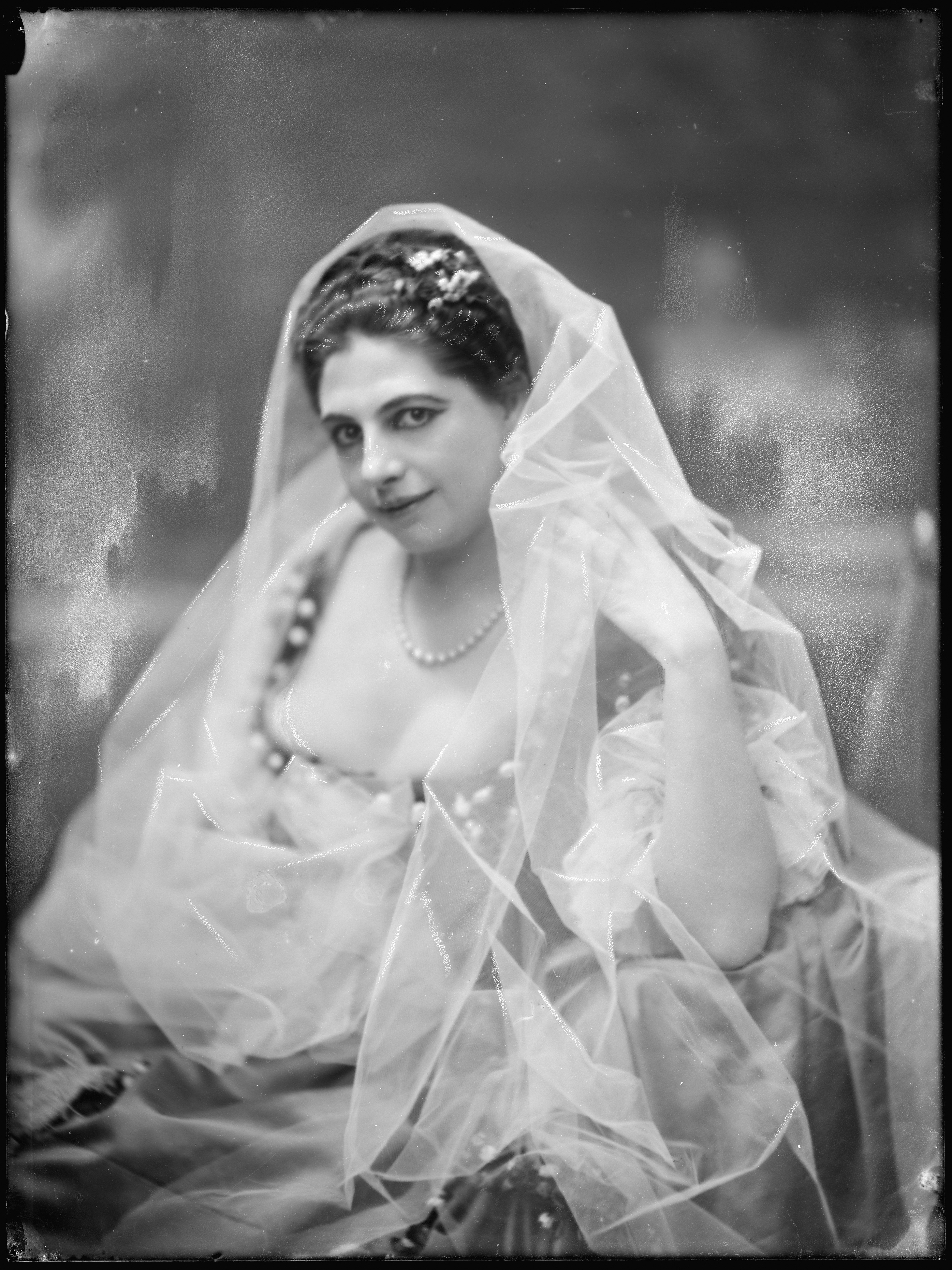
Mata Hari
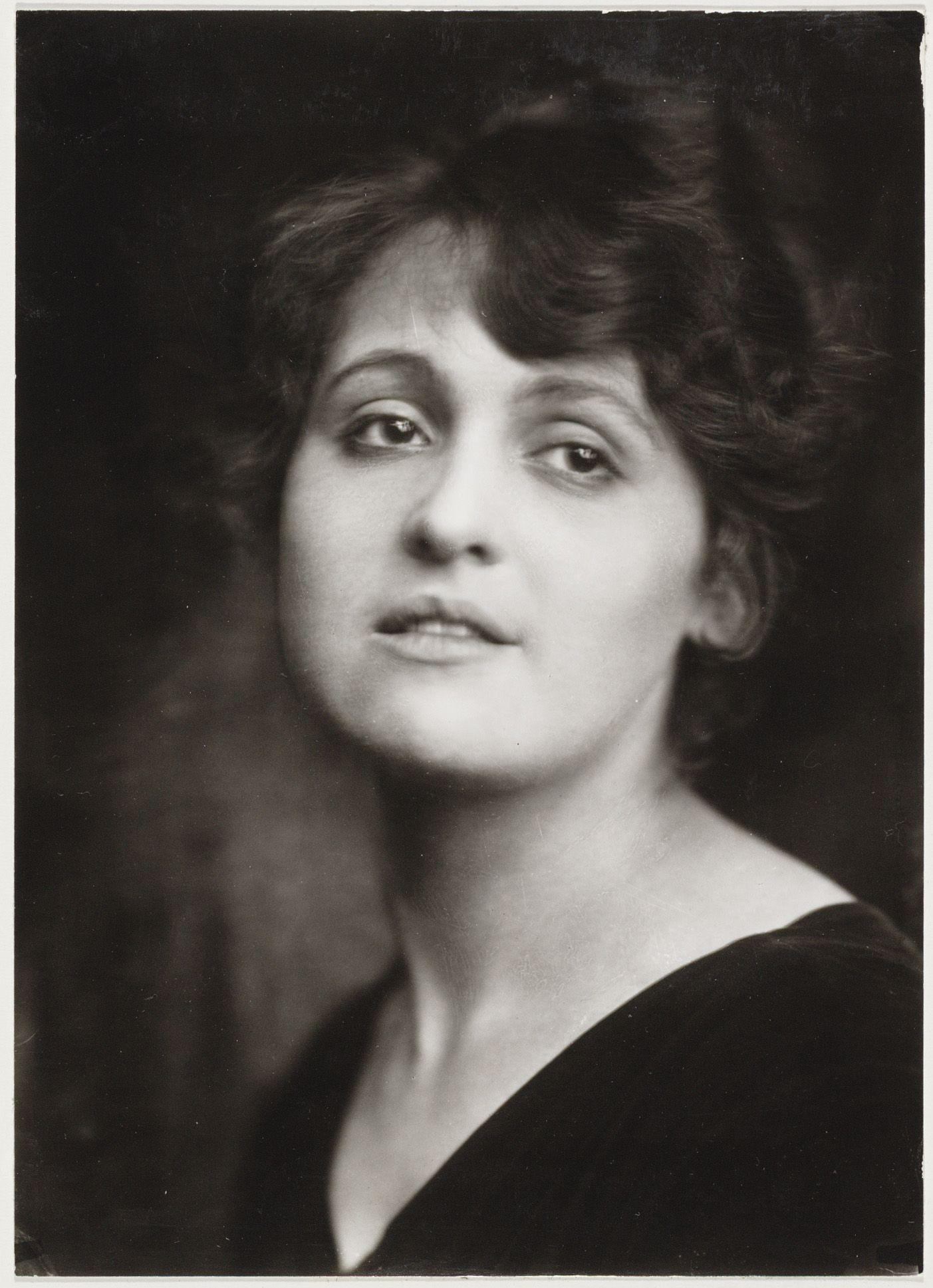
Nola Hatterman (1919)
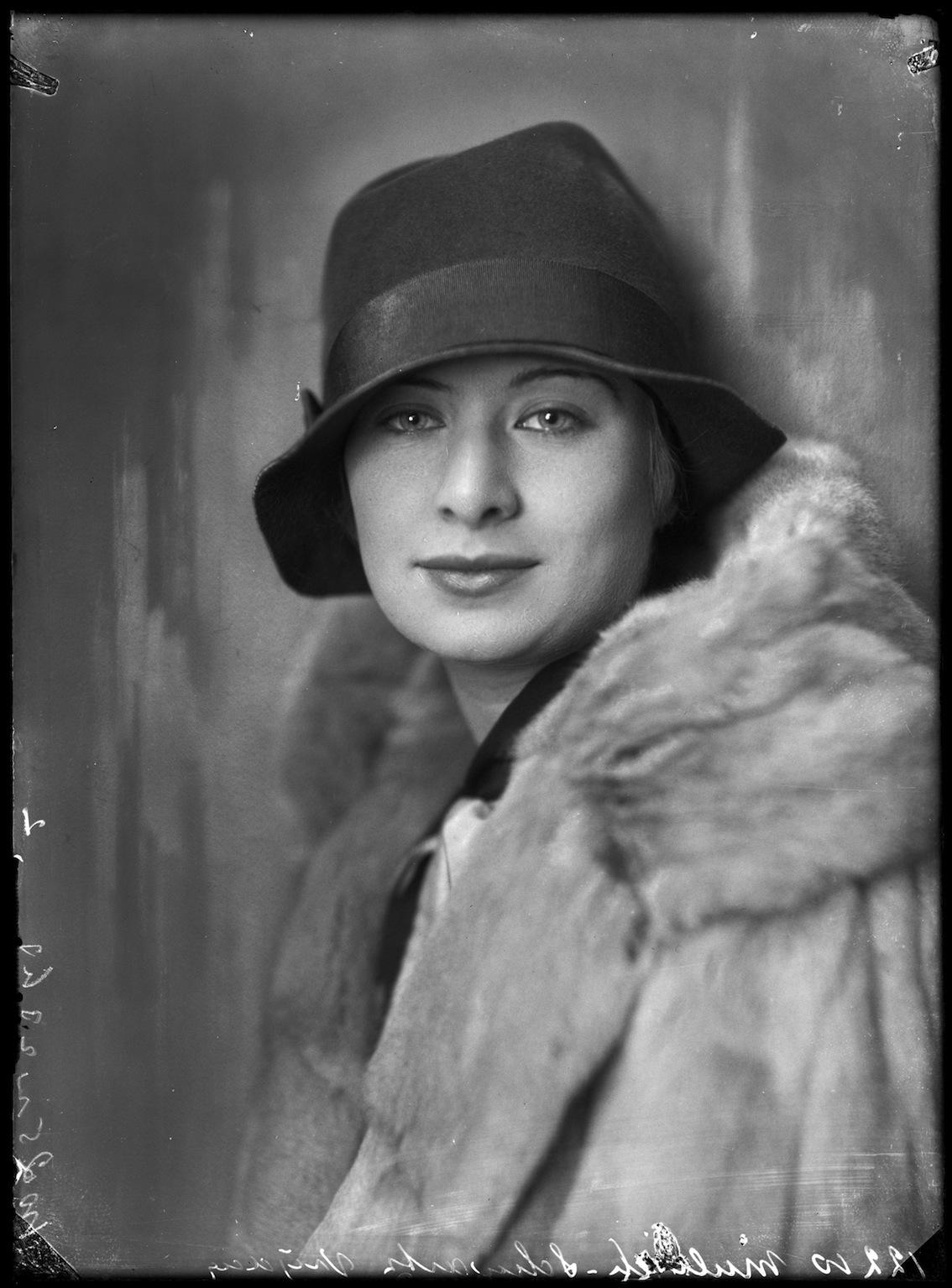
Alice Schwarz
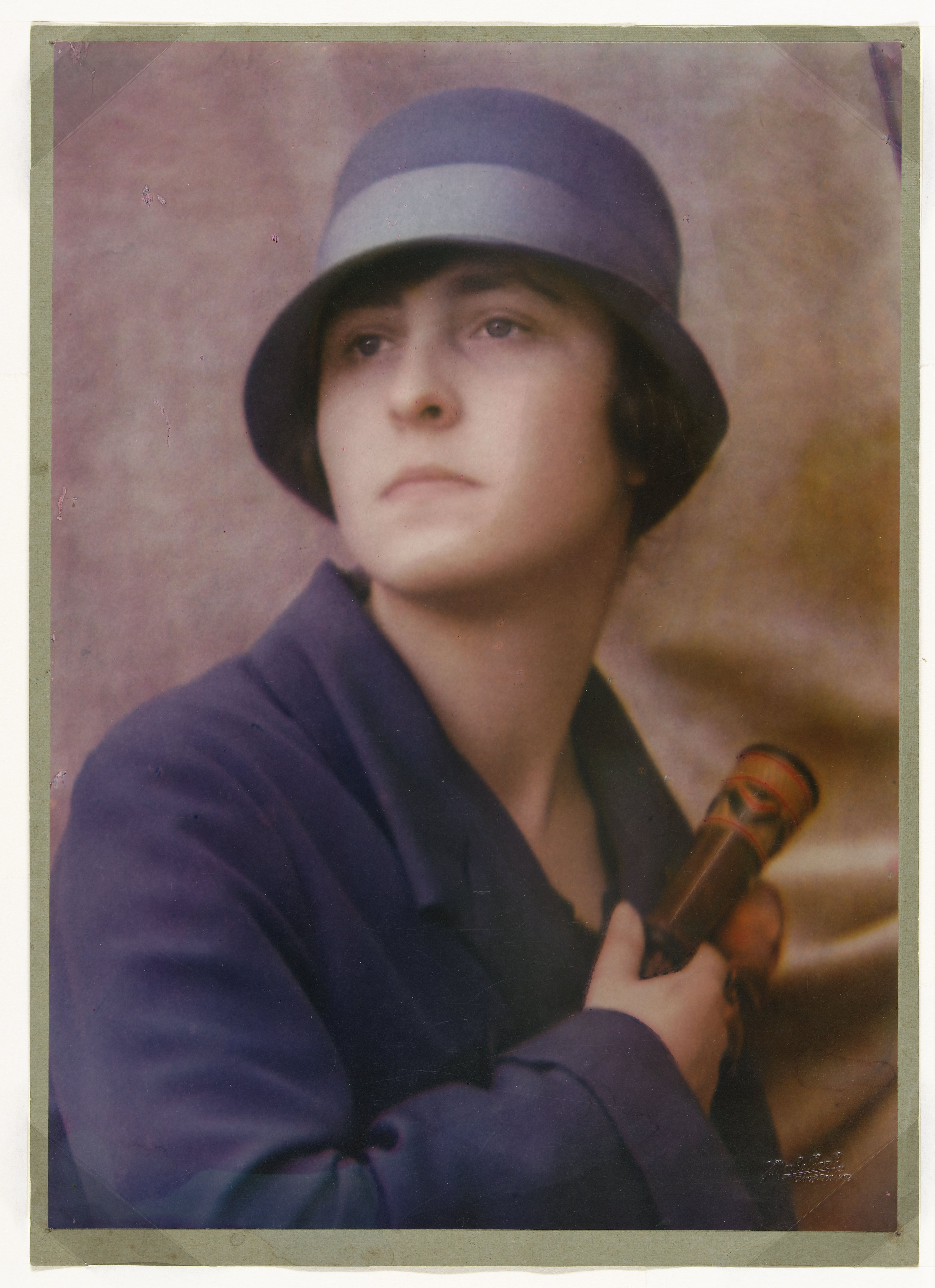
Mies Merkelbach

## Archief
Het archief van Atelier J. Merkelbach werd op 4 april 2013 online gezet. Het Stadsarchief Amsterdam maakte 40.000 foto’s digitaal toegankelijk en wil met hulp van de bezoekers van de site zo veel mogelijk geportretteerden identificeren.

## Collecties
- Joods Historisch Museum Amsterdam
- Theater Instituut Nederland
- Prentenkabinet Leiden
- Rijksmuseum Amsterdam
- Stadsarchief Amsterdam